# Schaffhauser Nachrichten

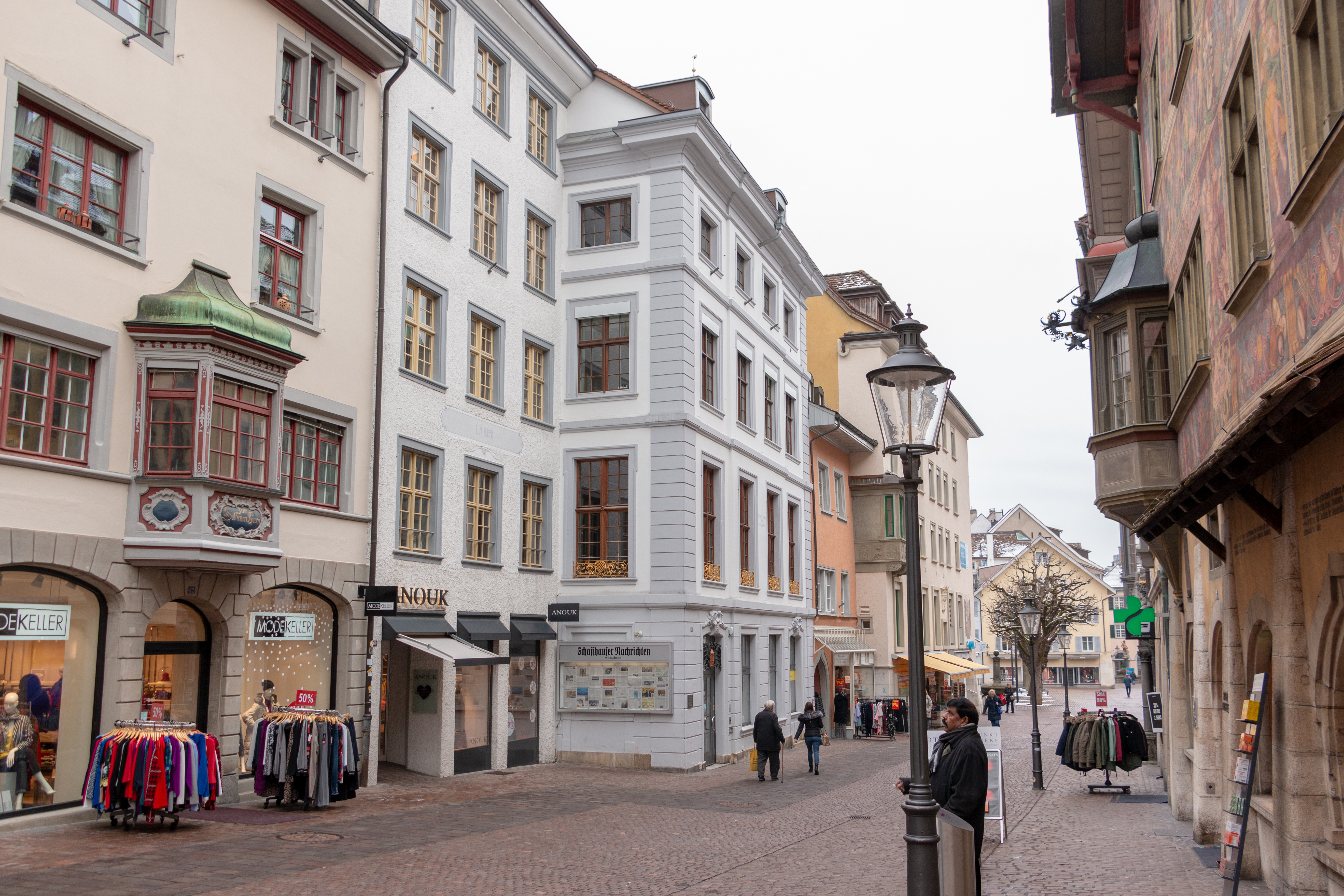
Hauptsitz der «Schaffhauser Nachrichten» an der Vordergasse 58 in Schaffhausen.

Die Schaffhauser Nachrichten (Untertitel Das Intelligenzblatt – seit 1861) sind eine Schweizer Tageszeitung. Sie ist die meistgelesene Tageszeitung des Kantons Schaffhausen und seiner Agglomerationen im nördlichen Zürcher Weinland und im Bezirk Diessenhofen des Kantons Thurgau.

## Allgemeines
Die WEMF-beglaubigte Auflage beträgt 14'429 verkaufte bzw. 16'360 verbreitete Exemplare, die Reichweite 37'000 (Vj. 49'000) Leser (WEMF MACH Basic 2024-1). Mittwochs wird eine Grossauflage von 54'309 Exemplaren mit einer Reichweite von 64'000 (Vj. 65'000) Lesern verteilt (WEMF MACH Basic 2024-1).
Die Zeitung wird von der Meier + Cie AG in Schaffhausen herausgegeben. Die Carl-Oechslin-Stiftung hält die Aktienmehrheit am Verlag. Die restlichen Aktien verteilen sich auf wenige Minderheitsaktionäre. Chefredaktor war bis zu seinem Tod 2015 Norbert Neininger, seither Robin Blanck.
Die Schaffhauser Nachrichten sind eine selbständige Tageszeitung und erscheinen von Montag bis Samstag. Seit 2012 beziehen sie überregionale Inhalte von der Zentralredaktion von CH Media, zuvor wurden diese vom Landboten bezogen. In der Schweizer Presselandschaft gelten sie als liberal-bürgerlich orientiert. Umgangssprachlich wird die Zeitung oft nur als SN bezeichnet. Gedruckt wird die Zeitung seit Juli 2015 im Druckzentrum Winkeln der Tagblatt Medien. 2014–2015 war sie in der NZZ-Druckerei «NZZ Print», davor in der verlagseigenen Druckerei ZDS Zeitungsdruck Schaffhausen AG produziert worden. Die Zeitung dient seit 1876 mehreren Gemeinden der Region als amtliches Publikationsorgan.

## Geschichte
Die erste Ausgabe erschien im Dezember 1861 unter dem Namen Schaffhauser Intelligenzblatt. Die neue Zeitung etablierte sich bis 1864 nach verschiedenen Fusionen als Alternative zum liberal-konservativen Tagblatt. 1904 wurde die Zeitung zum Organ des Freisinns. 1940 erfolgte die Umbenennung in Schaffhauser Nachrichten. Ab 1952 wurde die Zeitung zum parteiunabhängigen Meinungsblatt mit bürgerlich-liberaler Gesinnung. Sie bildet den Gegenpol zur linken Schaffhauser AZ. 1965 erschien zum ersten Mal die Wochenbeilage Wochen-Express, die mit der Schliessung der eigenen Druckerei Ende 2013 eingestellt und in die Zeitung integriert wurde.

## Teilung (Bünde)
Die Zeitung besteht jeweils aus zwei Zeitungsbünden:
- 1. Bund: Tagesthema, Meinungen, Tagesschau, Politik, Geld und Märkte, Leben und Gesellschaft, Auto und Motorrad, Radio und TV, Tribüne
- 2. Bund: Region, Schaffhauser Bauer, Sport, Wetter
- 3. Bund: Schweiz am Wochenende (jeweils samstags)

Es erscheinen regelmässig Sonderbeilagen zu aktuellen Themen.

## Werbepartner
Die Schaffhauser Nachrichten sind Teil der Werbe-Kombination City-Plus. Zu dieser gehören das St. Galler Tagblatt, die Neue Zürcher Zeitung, die Luzerner Zeitung und die az Nordwestschweiz. Bevor die Schaffhauser Nachrichten den Mantelteil vom St. Galler Tagblatt bezogen, bildeten sie unter dem Namen Die Nordostschweiz ein Inseratekombi mit den Tamedia-Zeitungen Der Landbote und Thurgauer Zeitung.

## Liegenschaft Kaufleutstube, Vordergasse 58
Die Redaktion hat ihren Sitz in der altehrwürdigen Kaufleutstube an der Vordergasse 58 in Schaffhausen. Die Liegenschaft ist im Besitz der Meier + Cie AG. In den Jahren 1908–1910 wurde das Innere des Gebäudes zu einer Buchdruckerei umgebaut. Ab 1394 war die Liegenschaft mit romanischem Ritterturm der Sitz der Gesellschaft zun Kaufleuten (Zunft). Der einsturzgefährdete Turm wurde 1780 abgerissen. Zwischen 1780 und 1784 wurde ein frühklassizistischer Neubau erstellt. 1876 erfolgte der Verkauf an die Casinogesellschaft. Der 1784 im Rokokostil erbaute Zunftsaal zun Kaufleuten erstrahlt nach der Renovation von 2001 wieder in der ursprünglichen Pracht. Der Saal wird für Bankette und Konferenzen genutzt.

## Tochterunternehmen
Die Meier + Cie AG ist massgeblich auch am konzessionierten Regionalradio Radio Munot und am nichtkonzessionierten Regionalfernsehen Schaffhauser Fernsehen beteiligt.